# John Pitt (militaire)
John Pitt (1698-1754) est un officier britannique de l'armée, administrateur colonial et homme politique qui siège à la Chambre des communes entre 1720 et 1734. 

## Biographie
Il est le plus jeune fils du gouverneur Thomas Pitt qui fait fortune en Inde et rentre en Grande-Bretagne pour fonder une dynastie politique. Il fréquente le Collège d'Eton et entre dans l'armée où il atteint le rang de lieutenant-colonel et est aide de camp de George Ier. 
Il est député de Hindon de 1720 à 1722, d'Old Sarum de 1724 à 1726 et de Camelford de 1727 à 1734 . De 1728 à 1737, il est gouverneur des Bermudes. 
Pitt est enlevé du testament de son père après une dispute . Il est le beau-frère de James Stanhope, 1er comte Stanhope, premier ministre effectif entre 1717 et 1721 et de l'oncle de William Pitt l'Ancien. Il est marié à Mary Belasyse, fille du vicomte Fauconberg. 